# FC Fitun Estudante Lorosae
O Futebol Clube Fitun Estudante Lorosae (comumente abreviado como FC Fitun Estudante ou apenas FC FIEL) é um clube de futebol de Díli, em Timor-Leste.[carece de fontes?]
Disputa atualmente o Campeonato Timorense de Futebol - Segunda Divisão, tendo sido promovido na temporada de 2018, e também a Copa 12 de Novembro.

## Participação em Competições

### Liga Futebol Amadora
- Campeonato Timorense de Futebol - Terceira Divisão de 2017: Vencedor (Promovido)
- Campeonato Timorense de Futebol - Segunda Divisão de 2018: 8º lugar
- Campeonato Timorense de Futebol - Segunda Divisão de 2019: 4º lugar
- Campeonato Timorense de Futebol - Segunda Divisão de 2020-21: 5º lugar
- Campeonato Timorense de Futebol - Segunda Divisão de 2023: 5º lugar

### Taça 12 de Novembro
- Taça 12 de Novembro de 2018: Primeira Fase
- Taça 12 de Novembro de 2019: Primeira Fase
- Taça 12 de Novembro de 2020: Primeira Fase

### Copa FFTL
- Copa FFTL de 2020: Primeira Fase